# Never Ending Tour 2015
Never Ending Tour 2015 es el vigésimo octavo año del Never Ending Tour, una gira musical del músico estadounidense Bob Dylan realizada de forma casi ininterrumpida desde el 7 de junio de 1988.

## Trasfondo
La primera etapa de la gira, con conciertos en Norteamérica, fue anunciada oficialmente el 12 de febrero de 2015, con fechas en ciudades como Memphis, Tulsa, Kansas City y St. Louis anunciadas en los siguientes días.

## Fechas
| Fecha                 | Ciudad           | País           | Escenario                                | Entradas vendidas/disponibles | Taquilla |
| --------------------- | ---------------- | -------------- | ---------------------------------------- | ----------------------------- | -------- |
| Norteamérica          |                  |                |                                          |                               |          |
| 10 de abril de 2015   | Atlantic City    | Estados Unidos | The Borgata Events Center                | —                             | —        |
| 11 de abril de 2015   | Baltimore        | Estados Unidos | Lyric Opera House                        | —                             | —        |
| 12 de abril de 2015   | Richmond         | Estados Unidos | Altria Theater                           | —                             | —        |
| 14 de abril de 2015   | Savannah         | Estados Unidos | Johnny Mercer Theater                    | —                             | —        |
| 15 de abril de 2015   | Montgomery       | Estados Unidos | Montgomery Performing Arts Center        | 1,706 / 1,706 (100%)          | $136,615 |
| 17 de abril de 2015   | North Charleston | Estados Unidos | North Charleston Performing Arts Center  | —                             | —        |
| 18 de abril de 2015   | St. Augustine    | Estados Unidos | St. Augustine Amphitheatre               | —                             | —        |
| 19 de abril de 2015   | Orlando          | Estados Unidos | Walt Disney Theater                      | —                             | —        |
| 21 de abril de 2015   | Clearwater       | Estados Unidos | Ruth Eckerd Hall                         | —                             | —        |
| 22 de abril de 2015   | Fort Lauderdale  | Estados Unidos | Au-Rene Theater                          | —                             | —        |
| 24 de abril de 2015   | Atlanta          | Estados Unidos | Fox Theatre                              | 4,042 / 4,577 (88%)           | $351,107 |
| 25 de abril de 2015   | Durham           | Estados Unidos | Durham Performing Arts Center            | —                             | —        |
| 26 de abril de 2015   | Greenville       | Estados Unidos | Peace Center                             | —                             | —        |
| 27 de abril de 2015   | Nashville        | Estados Unidos | Andrew Jackson Hall                      | 2,240 / 2,358 (95%)           | $202,100 |
| 29 de abril de 2015   | New Orleans      | Estados Unidos | Saenger Theatre                          | —                             | —        |
| 30 de abril de 2015   | Memphis          | Estados Unidos | Orpheum Theatre                          | —                             | —        |
| 2 de mayo de 2015     | Thackerville     | Estados Unidos | WinStar World Casino                     | —                             | —        |
| 3 de mayo de 2015     | Oklahoma City    | Estados Unidos | Civic Center Music Hall                  | —                             | —        |
| 5 de mayo de 2015     | Houston          | Estados Unidos | Bayou Music Center                       | —                             | —        |
| 6 de mayo de 2015     | Austin           | Estados Unidos | Bass Concert Hall                        | —                             | —        |
| 7 de mayo de 2015     | San Antonio      | Estados Unidos | Majestic Theatre                         | 2,249 / 2,249 (100%)          | $170,126 |
| 9 de mayo de 2015     | Tulsa            | Estados Unidos | The Joint                                | —                             | —        |
| 10 de mayo de 2015    | Kansas City      | Estados Unidos | Municipal Auditorium Music Hall          | —                             | —        |
| 11 de mayo de 2015    | St. Louis        | Estados Unidos | Fox Theatre                              | —                             | —        |
| 13 de mayo de 2015    | Milwaukee        | Estados Unidos | Riverside Theater                        | —                             | —        |
| 15 de mayo de 2015    | Detroit          | Estados Unidos | Fox Theatre                              | —                             | —        |
| 16 de mayo de 2015    | Detroit          | Estados Unidos | Ohio Theatre                             | —                             | —        |
| 17 de mayo de 2015    | South Bend       | Estados Unidos | Morris Performing Arts Center            | —                             | —        |
| Europa                |                  |                |                                          |                               |          |
| 20 de junio de 2015   | Maguncia         | Alemania       | Zollhafen Mainz                          | —                             | —        |
| 21 de junio de 2015   | Tubinga          | Alemania       | Kreissparkasse Tubingen                  | —                             | —        |
| 23 de junio de 2015   | Bamberg          | Alemania       | Brose Arena Bamberg                      | —                             | —        |
| 25 de junio de 2015   | Liubliana        | Eslovenia      | Arena Stožice                            | —                             | —        |
| 26 de junio de 2015   | Wiesen           | Austria        | Ottakringer Arena Wiesen                 | —                             | —        |
| 27 de junio de 2015   | Údine            | Italia         | San Daniele del Friuli                   | —                             | —        |
| 29 de junio de 2015   | Roma             | Italia         | Terme di Caracalla                       | —                             | —        |
| 1 de julio de 2015    | Luca             | Italia         | Piazza Napoleone Lucca                   | —                             | —        |
| 2 de julio de 2015    | Turín            | Italia         | PalaAlpitour                             | —                             | —        |
| 4 de julio de 2015    | Barcelona        | España         | Palau Reial de Pedralbes                 | —                             | —        |
| 5 de julio de 2015    | Zaragoza         | España         | Pabellón Príncipe Felipe                 | —                             | —        |
| 6 de julio de 2015    | Madrid           | España         | BarclayCard Center                       | —                             | —        |
| 8 de julio de 2015    | Granada          | España         | Palacio Municipal de Deportes de Granada | —                             | —        |
| 9 de julio de 2015    | Córdoba          | España         | Teatro de la Axerquía                    | —                             | —        |
| 11 de julio de 2015   | San Sebastián    | España         | Plaza de Toros de Illumbe                | —                             | —        |
| 12 de julio de 2015   | Albi             | Francia        | Albi Cathedral                           | —                             | —        |
| 13 de julio de 2015   | Saint Malô       | Francia        | Théâtre de Verdure                       | —                             | —        |
| 15 de julio de 2015   | Locarno          | Suiza          | Piazza Grande Locarno                    | —                             | —        |
| 16 de julio de 2015   | Lörrach          | Alemania       | Marktplatz Lörrach                       | —                             | —        |
| 1 de octubre de 2015  | Oslo             | Noruega        | Oslo Konserthus                          | —                             | —        |
| 2 de octubre de 2015  | Oslo             | Noruega        | Oslo Konserthus                          | —                             | —        |
| 3 de octubre de 2015  | Oslo             | Noruega        | Oslo Konserthus                          | —                             | —        |
| 5 de octubre de 2015  | Estocolmo        | Suecia         | Waterfront Auditorium                    | —                             | —        |
| 6 de octubre de 2015  | Estocolmo        | Suecia         | Waterfront Auditorium                    | —                             | —        |
| 8 de octubre de 2015  | Copenhague       | Dinamarca      | Falkonersalen                            | —                             | —        |
| 9 de octubre de 2015  | Copenhague       | Dinamarca      | Falkonersalen                            | —                             | —        |
| 21 de octubre de 2015 | Londres          | Inglaterra     | Royal Albert Hall                        | —                             | —        |
| 22 de octubre de 2015 | Londres          | Inglaterra     | Royal Albert Hall                        | —                             | —        |
| 23 de octubre de 2015 | Londres          | Inglaterra     | Royal Albert Hall                        | —                             | —        |
| 27 de octubre de 2015 | Mánchester       | Inglaterra     | O2 Apollo Manchester                     | —                             | —        |
| 28 de octubre de 2015 | Mánchester       | Inglaterra     | O2 Apollo Manchester                     | —                             | —        |
| 29 de octubre de 2015 | Cardiff          | Gales          | Motorpoint Arena Cardiff                 | —                             | —        |